# 金江
金江（1923年—2014年2月24日），原名金振汉，又名金洛华。浙江温州人。中国寓言作家。
金江创作的寓言《大轮船和小汽艇》、《乌鸦兄弟》、《白头翁的故事》先后被选入语文教材。1983年，寓言《狐狸和猴子》被上海美术电影制片厂改编成美术影片《过桥》。